# La Voix de l'Amour
La Voix de l'Amour è una raccolta postuma della cantante italo-francese Dalida, pubblicata nel 1988 da Carrere.
L'album venne pubblicato nei formati LP, musicassetta e CD jewel case. In quest'ultimo, compaiono dei brani che ne sostituiscono alcuni della versione in vinile: Danza, Parle-moi d'amour mon amour, Anima mia, Tout au plus e Problemorama. 

## Tracce (LP)
Lato A
1. Une vie
2. Julien
3. Si c'était à refaire
4. Depuis qu'il vient chez nous
5. Que reste-t-il de nos amours?
6. Téléphonez-moi

Lato B
1. Amoureuse de la vie
2. Une femme à quarante ans
3. Je suis malade
4. Chantez les voix
5. Mon frère le soleil
6. Si la France

## Tracce (CD)
1. Amoureuse de la vie
2. Une femme à quarante ans
3. Si c'était à refaire
4. Julien
5. Danza
6. Téléphonez-moi
7. Depuis qu'il vient chez nous
8. Chantez les voix
9. Si la France
10. Que reste-t-il de nos amours?
11. Parle-moi d'amour, mon amour
12. Mon frère le soleil
13. Anima mia
14. Tout au plus
15. Problemorama